# Abraham Mapu
Abraham Mapu, (hebr. אברהם מאפו, ur. 3 stycznia 1808 w Wiliampolu, zm. 9 października 1867 w Królewcu) – żydowski nauczyciel i pisarz tworzący w języku hebrajskim w okresie haskali, autor jednych z pierwszych powieści we współczesnej literaturze hebrajskiej. Jego twórczość stanowiła istotną podstawę dla tworzącego się w XIX wieku ruchu syjonistycznego i dla współczesnego języka hebrajskiego.

## Życiorys
Urodził się w rodzinie misnagdów, syn ubogiego nauczyciela. Ukończył cheder, następnie sam studiował Talmud, uczył się także łaciny, niemieckiego, francuskiego i rosyjskiego. Przez pewien czas interesował się chasydyzmem, następnie interesował się kabałą i mistycyzmem. W wieku 17 lat wziął ślub, podjął następnie pracę jako prywatny, wędrowny nauczyciel w okolicach Rosieni, Jurborku i Wilna. Od 1848 roku pracował jako nauczyciel w szkole męskiej w Kownie. Podczas pracy jako nauczyciel zainteresował się Haskalą.
Pod wpływem m.in. Seniora Sachsa zajął się pisaniem prozy w języku hebrajskim. Pierwsza powieść nad którą pracował – Sulamit, nie została nigdy wydana. Pierwszą wydaną powieścią była Miłość Syjonu w 1853 roku. Był również autorem dwóch podręczników do nauki języków dla dzieci: Hinuch la-noar do języka hebrajskiego i Der Hausfranzose do języka francuskiego (napisany w języku niemieckim, alfabetem hebrajskim). W 1867 roku wydał podręcznik do języka hebrajskiego Amon pedagog. 
W 1867 roku przeprowadził się do Królewca, gdzie wkrótce potem zmarł.
Zbiór jego listów do innych maskilów i jego brata został wydany w 1970 roku przez Ben-Cijjona Dinura.

## Upamiętnienie
Jego imieniem nazwano ulice w Kownie, Jerozolimie i Tel Awiwie.

## Twórczość
- Ahawat Cijon (אהבת ציון – Miłość Syjonu), 1853
- Ajit Cawua (עיט צבוע – Wilk w owczej skórze, dosł. Malowany orzeł), 1858
- Aszmat Szomron (אשמת שומרון – Odpowiedzialność Samarii), 1865[2]